# Садовая-Черногрязская улица
Садо́вая-Черногря́зская у́лица — крупная московская магистраль, северо-восточная составная Садового кольца. Проходит от площади Красные Ворота до площади Земляной Вал. Расположена в Басманном районе.

## Происхождение названия
Представляет собой часть Садового кольца; названа по реке Черногрязке, пересекавшей улицу.

## Описание
Садовая-Черногрязская улица является частью Садового кольца, она начинается от площади Красные Ворота, проходит на юго-восток, с внутренней стороны к ней примыкают Большой Харитоньевский и Фурманный переулки и улица Машкова, а с внешней стороны — Хомутовский тупик. Заканчивается на площади Земляной Вал. На углу Садовой-Черногрязской и Покровки находится площадь Цезаря Куникова.

## Примечательные здания и сооружения

### Нечётная внешняя сторона
- № 1 — здание Наркомата путей сообщения (1933—1936, архитектор И. А. Фомин, при участии Г. К. Олтаржевского). Здание перестроено из Института благородных девиц имени Александра III, которое, в свою очередь, перестроено из Запасного дворца в 1899—1906 годах архитекторами А. Ф. Мейснером и Н. В. Никитиным при участии Н. Н. Чернецова[2].
- № 3б — доходный дом Н. Г. Борисовской (1911—1915, архитектор Ф. А. Ганешин; 5-этажный восьмиподъездный кирпичный жилой дом). Фигурирует в книге Валентина Лаврова «Граф Соколов — гений сыска».
- № 5/9 — жилой дом. Здесь жил поэт-песенник Михаил Танич[3].
- № 11—13 — квартал жилых домов (конец 1930-х, архитектор В. Д. Кокорин)[2]. В 1931—1968 годах в доме жил биохимик А. Н. Шамин[4]

### Чётная внутренняя сторона

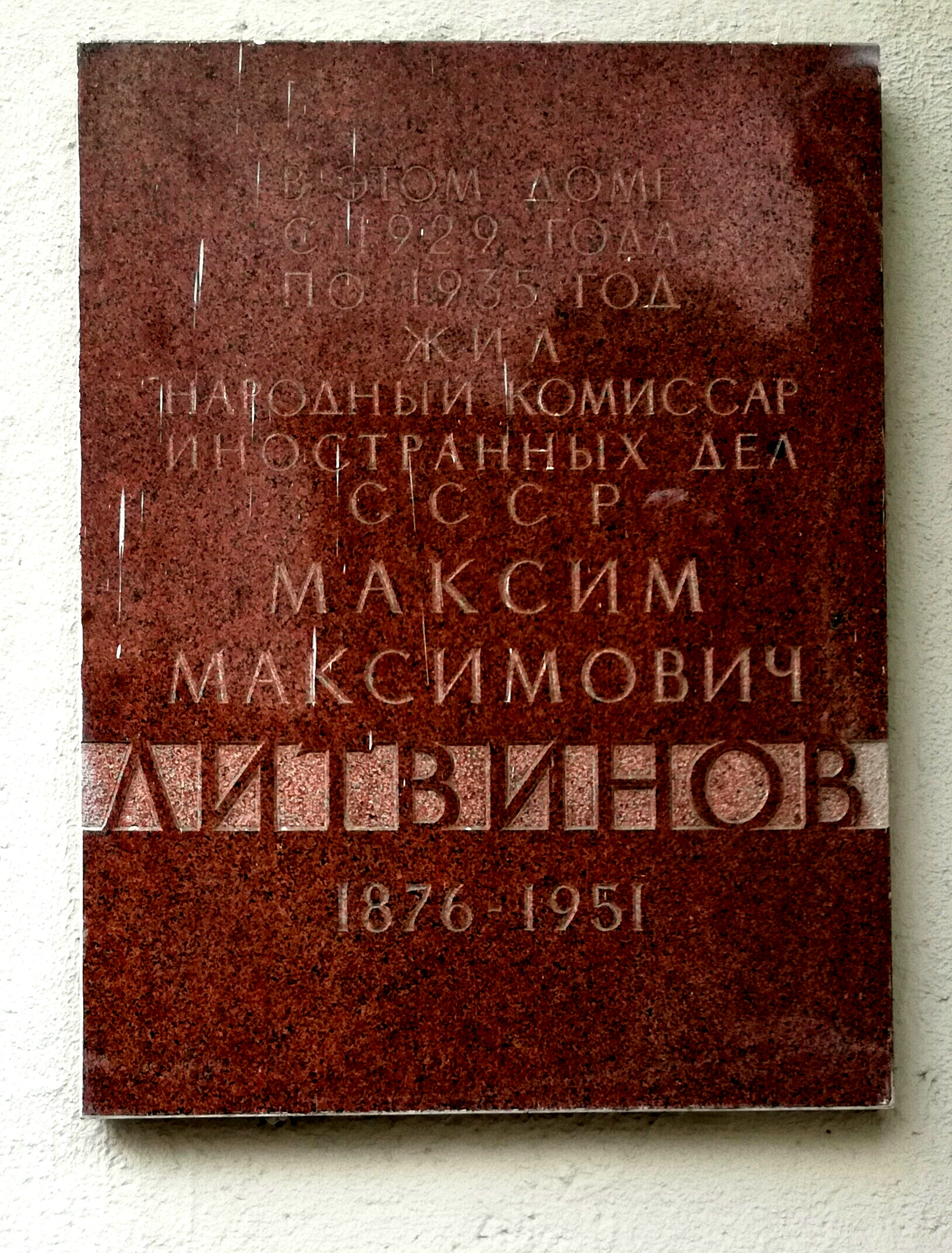

- № 2/6 — Жилой дом кооператива работников наркоматов иностранных дел и труда (1929, архитектор А. И. Мешков)[5]. Здесь жили народный комиссар иностранных дел М. М. Литвинов (в 1925—1935 годах)[6], советский дипломат и разведчик Б. Н. Мельников.
- № 4 — училищное здание (1900, архитектор А. А. Никифоров).
- № 6 — усадьба С. П. фон Дервиза (Л. К. Зубалова) (1886, архитектор Н. М. Вишневецкий; интерьеры разработаны в 1889 году архитектором Ф. О. Шехтелем; 1889 — пристройка к дому справа, архитектор В. Г. Залесский; 1909 — ограда, архитектор Н. Н. Чернецов; 1911 — флигели). Имена автора ограды архитектора Чернецова и каменщиков-строителей высечены на боковой стороне западного пилона ворот усадьбы.
- № 8,  памятник архитектуры (региональный) — театральный флигель городской усадьбы Алексеевых (1881, архитектор А. А. Никифоров).

В середине XIX века домовладение 27/33 в 1-м квартале Яузской части принадлежало 2-й гильдии купцу Козьме Карповичу Бакланову, здесь он и жил с семейством:325; в 1863 году было куплено промышленником Сергеем Владимировичем Алексеевым — практически одновременно с рождением его сына. Здесь будущий актёр и режиссёр, взявший себе псевдоним Константин Станиславский, жил до 1903 года. В 1883—1888 годах в этом здании проходили спектакли «Алексеевского драматического кружка».
- № 12 — Глазная больница имени В. А. и А. А. Алексеевых (1900, архитектор Э. Ф. Флейснер).
- № 14/19, корп. 2 — Яузская полицейская часть (1820-е). Ранее здание завершалось деревянной каланчой, позднее разобранной.
- № 14/19, корп. 7,  памятник архитектуры (федеральный) — корпус Глазной больницы имени В. А. и А. А. Алексеевых (1929, по проекту архитектора И. А. Иванов-Шица 1925 года) и бюст Михаила Авербаха (бронза, гранит, 1952, скульптор С. Д. Меркуров, архитектор И. А. Француз)[1][8]. В настоящее время здание занимает НИИ глазных болезней им. Г. Гельмгольца.
- № 16/18 — жилой дом (1950, архитектор И. З. Вайнштейн).
- № 22 — особняк в стиле ампир (1822)[2].

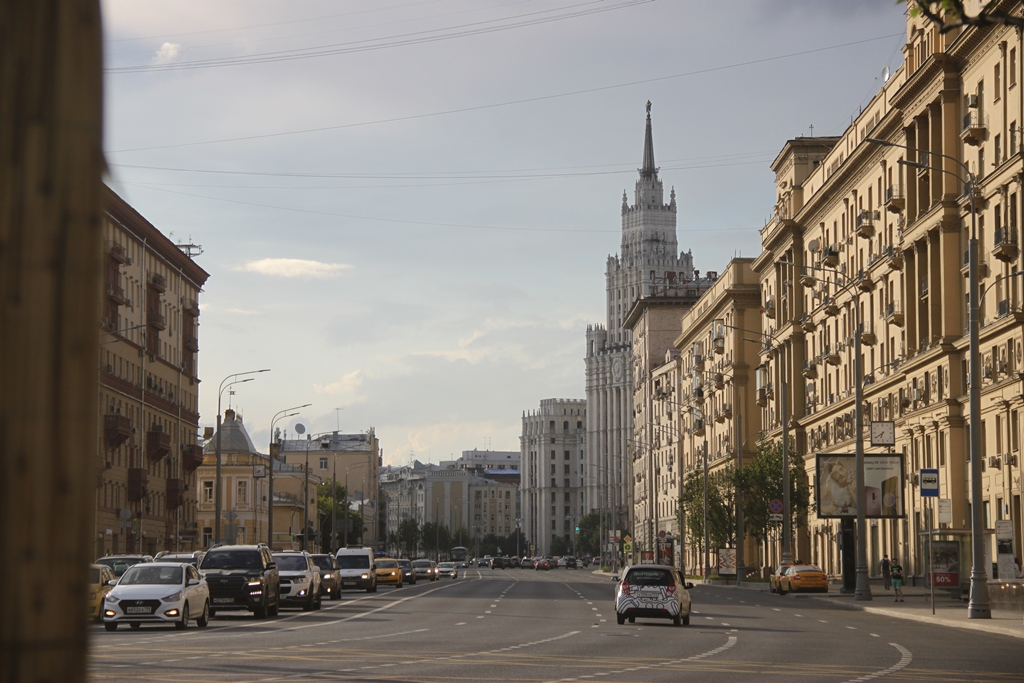
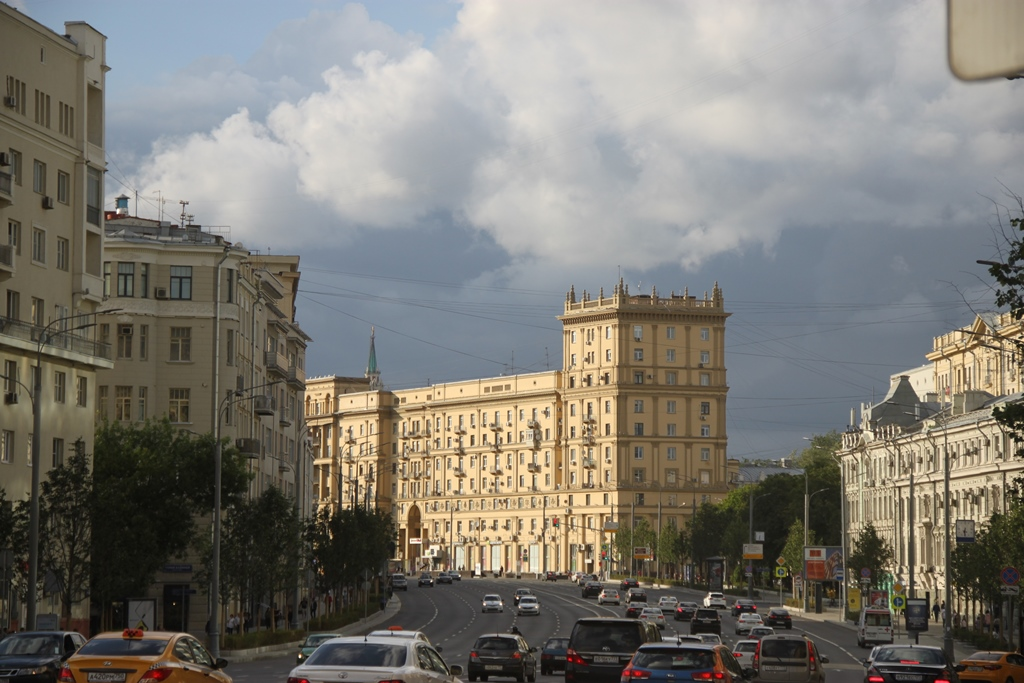
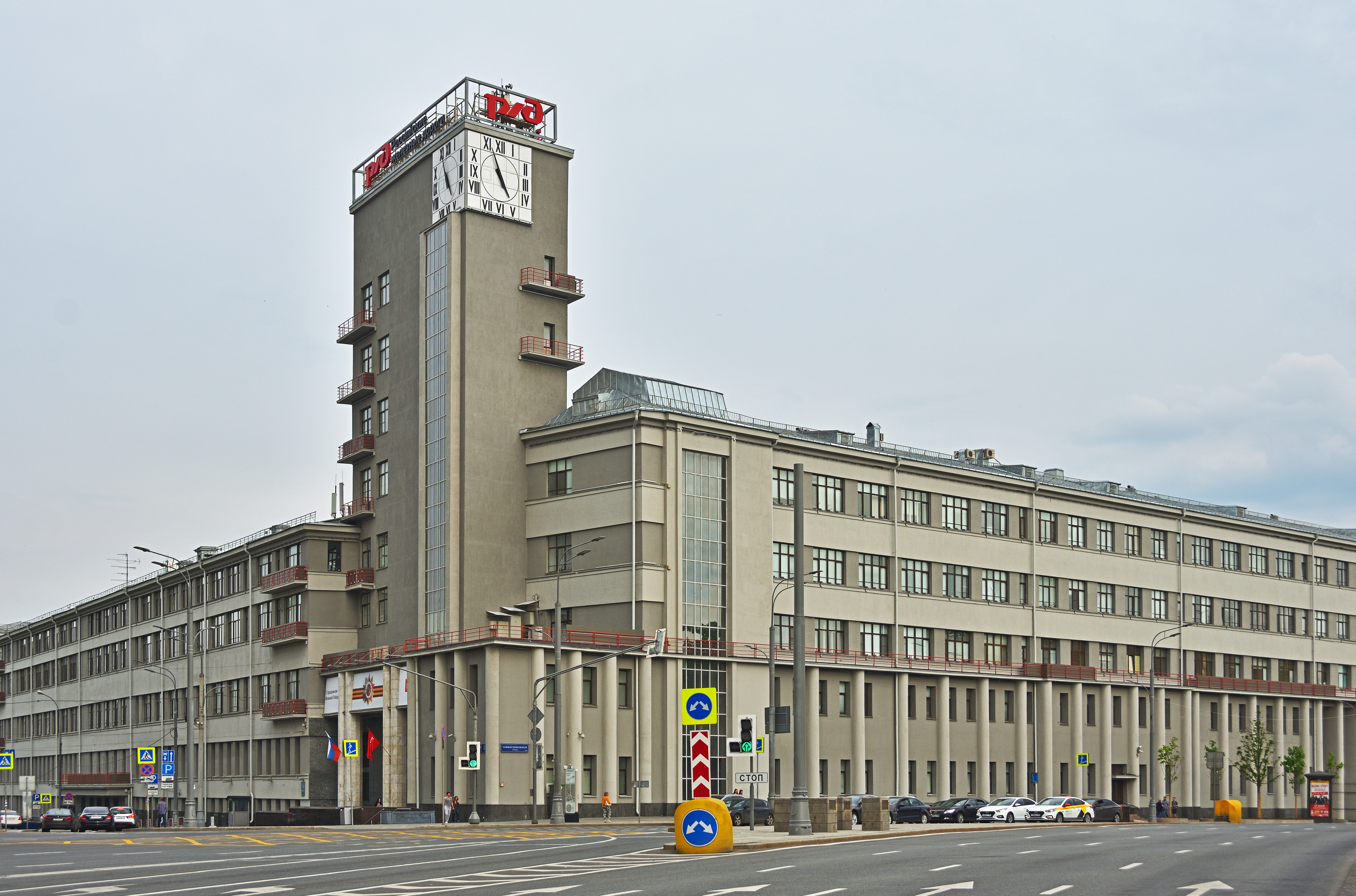
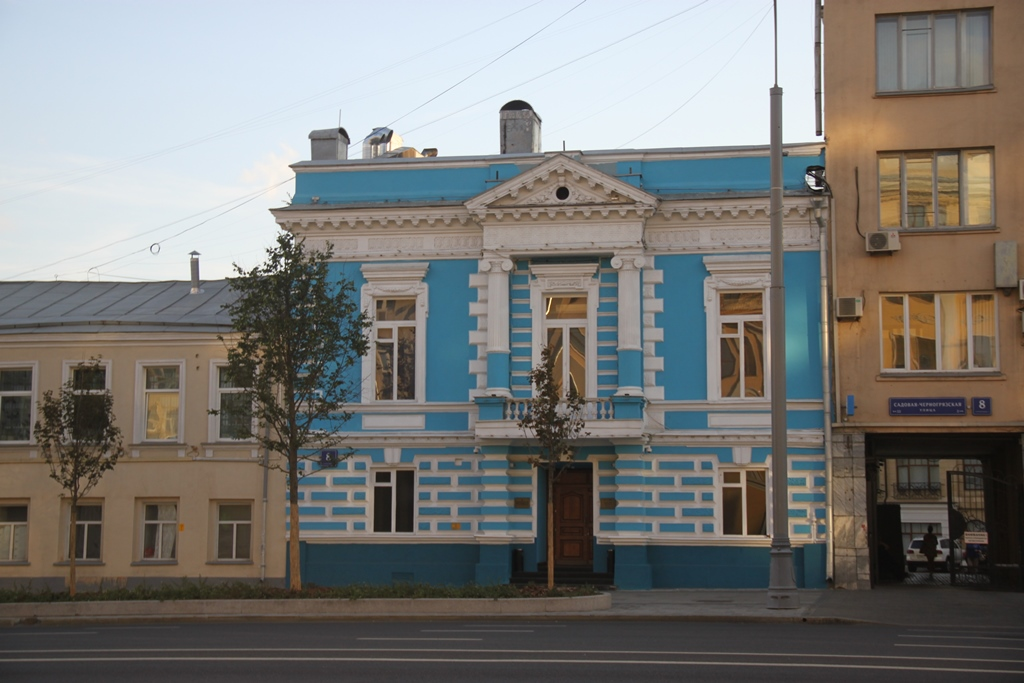
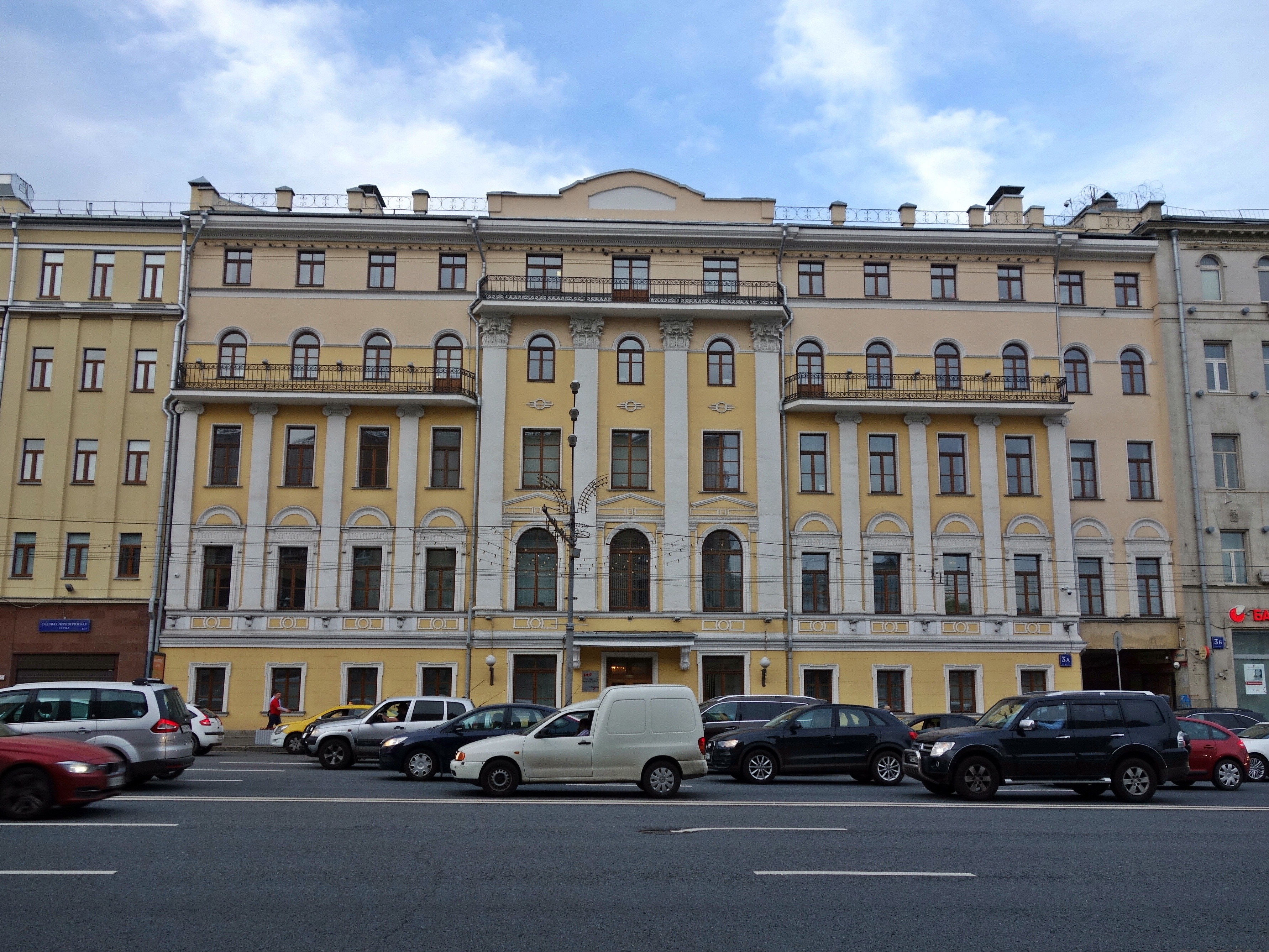
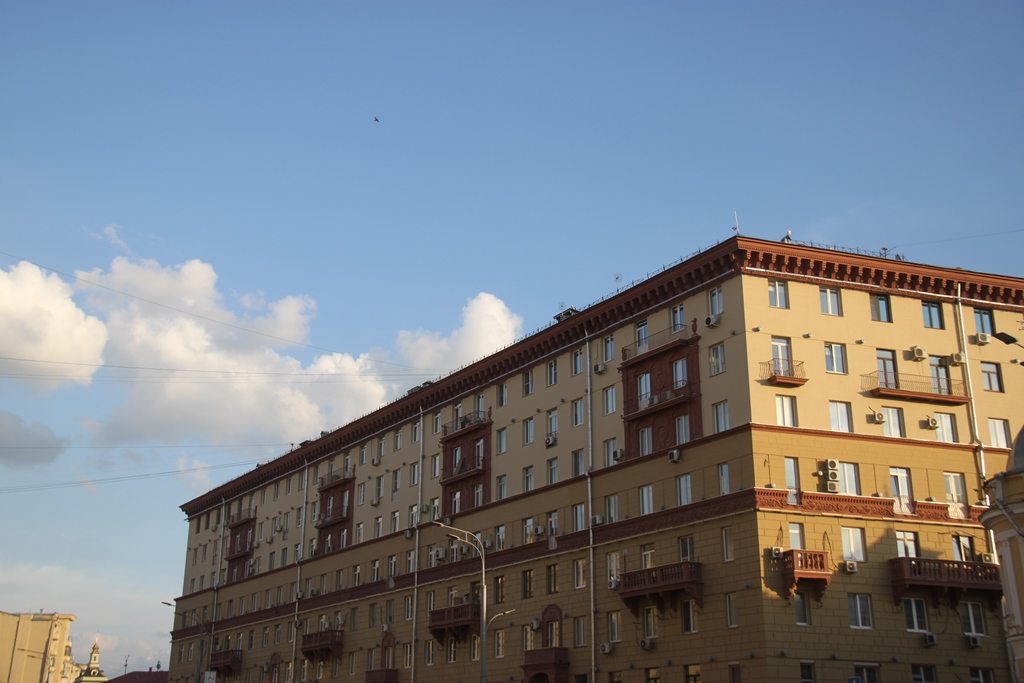